# Acer shirasawanum
Espèce
Classification APG III (2009)
L'Acer shirasawanum est un érable japonais originaire des montagnes de Honshu et Shikoku appartenant à la section Palmata de la classification des érables.
Il est souvent confondu avec Acer japonicum (auquel il est apparenté) et très semblable à Acer circinatum, Acer sieboldianum et Acer pseudosieboldianum, mais il est le seul à posséder des fleurs et des fruits dressés.
Cette espèce a été nommée en l'honneur du botaniste japonais Homi Shirasawa.
Les Anglais l'appellent « Full moon maple » (érable de la pleine lune) en raison de l'aspect lumineux et la forme arrondie de ses feuilles.

## Description

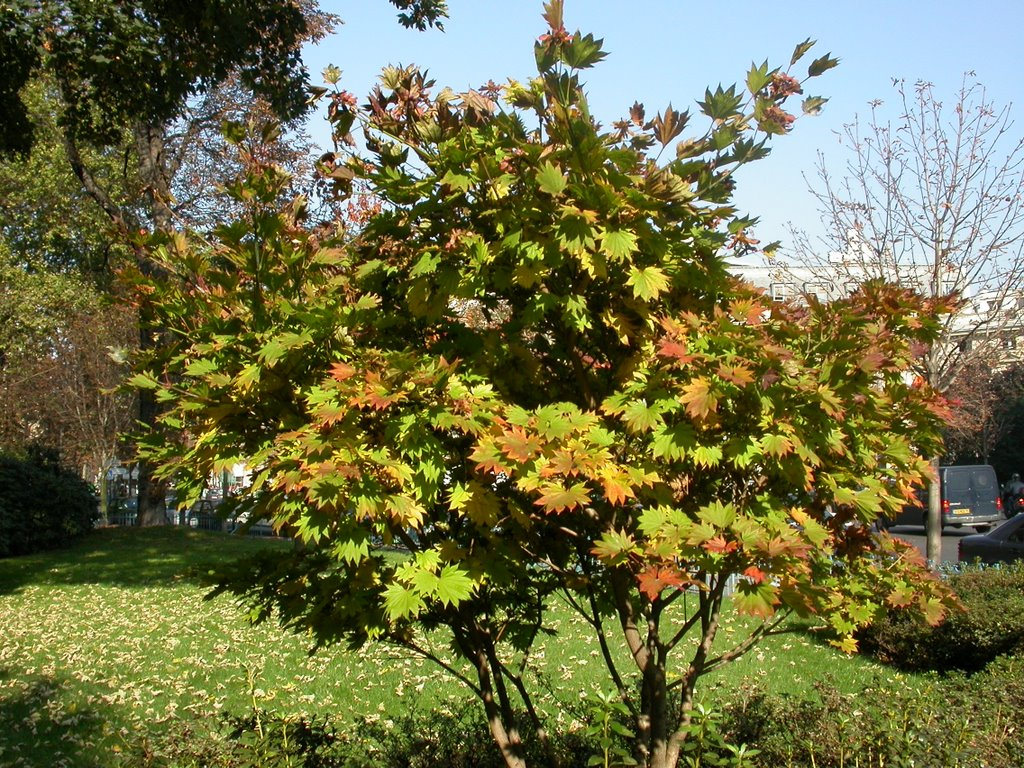
Les troncs multiples de l'Acer shirasawanum

Il peut atteindre 15 m de haut à l’état naturel. Il présente un port largement étalé à troncs multiples et une écorce lisse, gris-brun.
Ses feuilles de 7 à 13 lobes sont circulaires et peuvent mesurer de 15 cm de long à 10 cm de large. Elles sont d'un vert tendre lumineux au printemps puis changent de couleur selon les variétés. Elles nécessitent une exposition claire pour prendre de belles couleurs en automne mais peuvent être abimées par une trop forte exposition au plein soleil.
Leur pétiole rouge long de 7 cm permet de distinguer l’Acer shirasawanum de l’Acer japonicum qui lui ressemble mais dont le pétiole est plus court.
L’Acer shirasawanum produit de petites fleurs jaunes-vert en grappes dressées en avril-mai puis des samares qui passent du vert au rouge carmin à maturité.
Malgré sa croissance très lente, ses grosses feuilles et ses troncs multiples n’en font pas une espèce particulièrement bien adaptée au traitement en bonsaï.

## Principauxcultivars
Il en existe une variété "tenuifolium" à lobes plus allongés et plusieurs cultivars :
- Aureum : avec ses feuilles vert pomme au printemps et jaune-rouge en automne ne dépassant pas les 10 cm, le "Golden full moon maple" (synonyme de l’Acer japonicum var.aureum) est le cultivar qui supporte le mieux le plein soleil. Il en existe un exemplaire de 8 m planté en 1850 à Boskoop en Hollande dans la maison de D.M. Van Gelderen (pépinière Esveld).

- Autumn Moon : provenant d’un aureum, cette variété vire plus vers le rose et l’orange et est plus adaptée aux régions chaudes.
- Ezo no o momiji : Feuilles vert foncé un peu rugueuses virant au rouge doré en automne. Difficile à propager.
- Microphyllum ou "Ezo meigetsu kaede" qui signifie "érable à petites feuilles rondes" en japonais : : feuilles de 6 à 8 cm.
- Junihitoe : Cultivar (proche du Microphyllum) disposant des plus petites feuilles (4 à 7 cm). Couleur orangé en automne. Croissance très lente.
- Red Dawn : grandes feuilles rouges en automne
- Ogurayama : feuilles pubescentes orange à rouge brillant en automne.

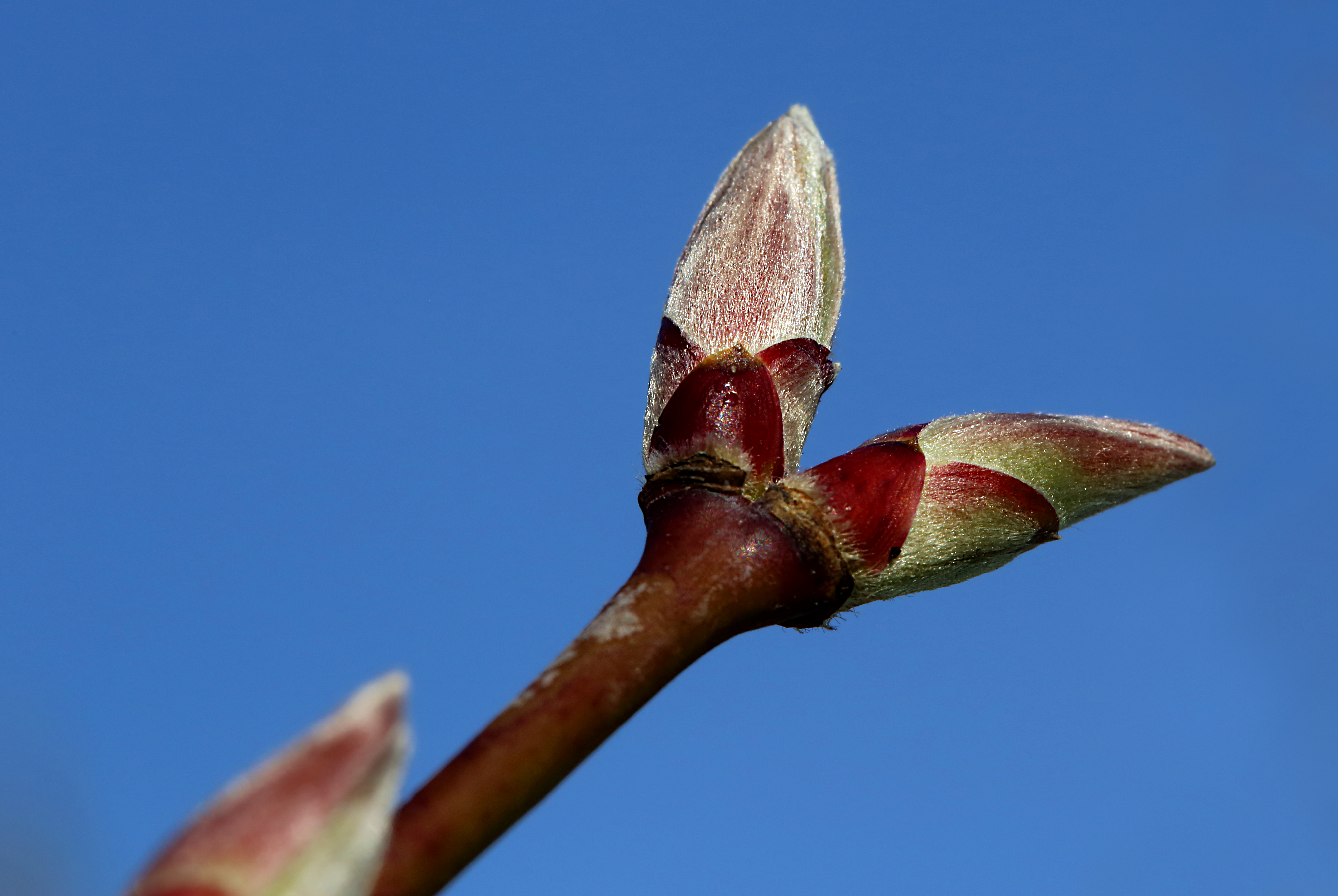
Bourgeons de l'Acer shirasawanum 'Aureum'

## Culture
De croissance lente, il apprécie les terrains acides à légèrement calcaires en zone humide et ombragée. Il supporte des climats très rustiques (jusqu'en Zone USDA 5).
Il est multiplié par greffe sur des espèces compatibles à croissance plus rapide (Acer palmatum ou Acer japonicum). On peut aussi le propager par semis mais les graines sont souvent hybrides.